# James Buchanan Eads

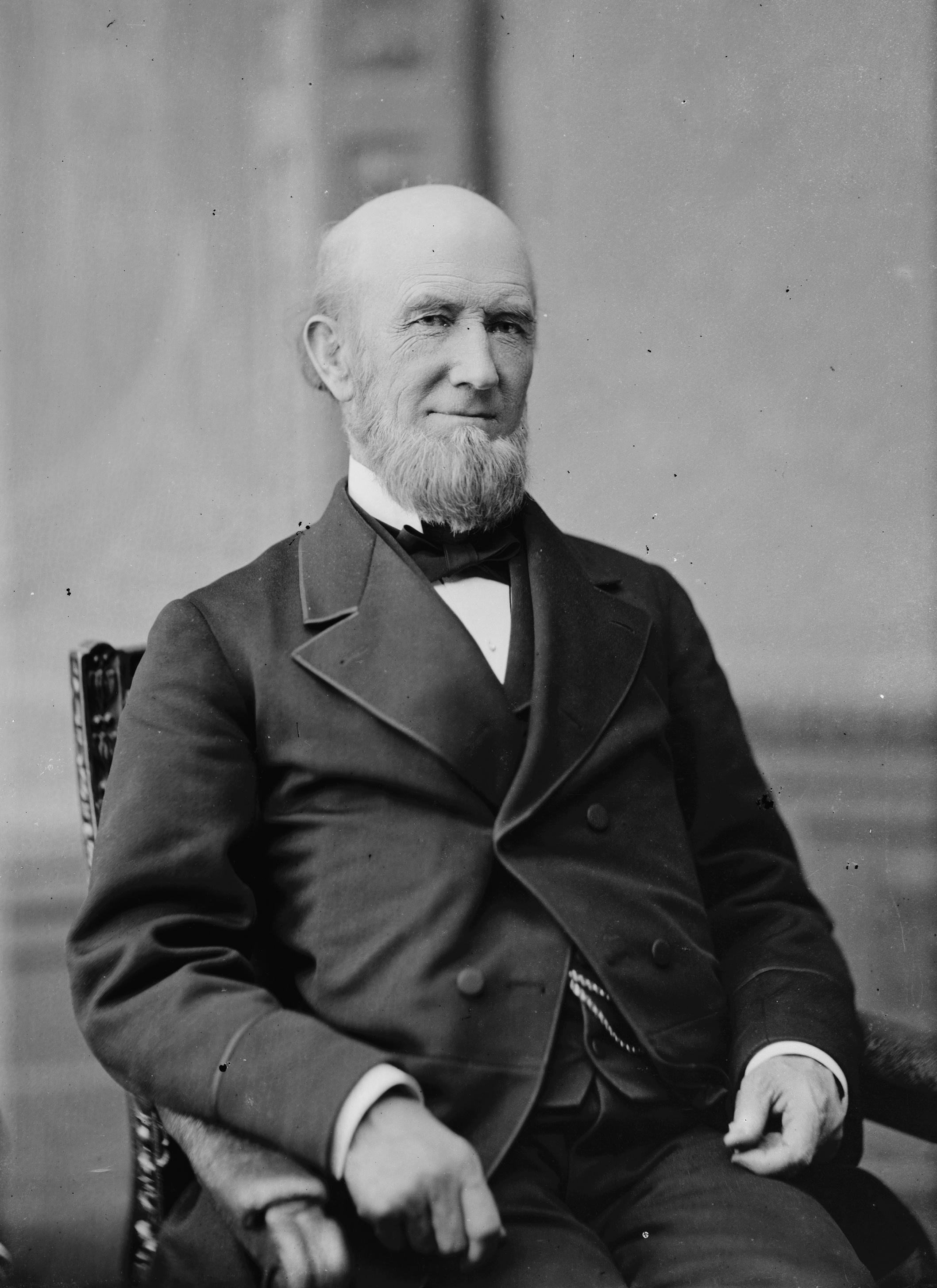
James Buchanan Eads

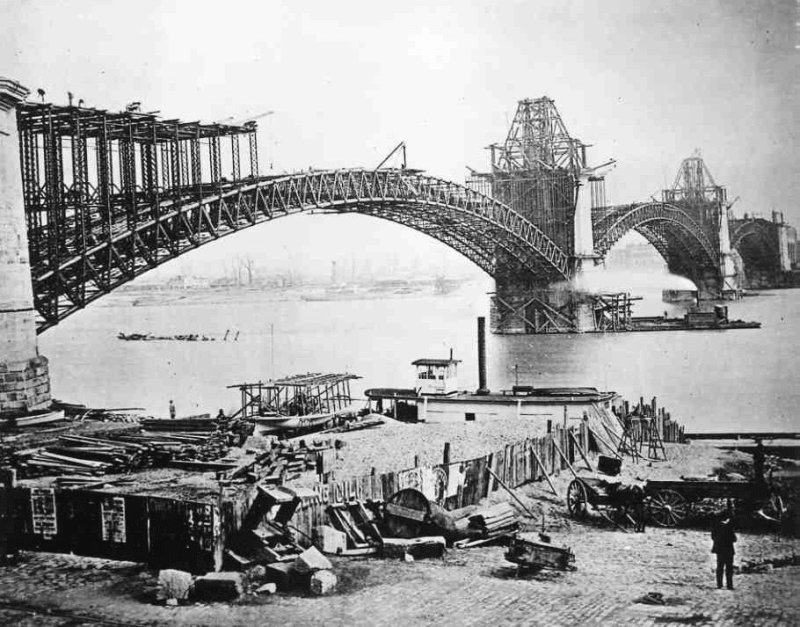
Bau der Eads Bridge über den Mississippi River vor 1874

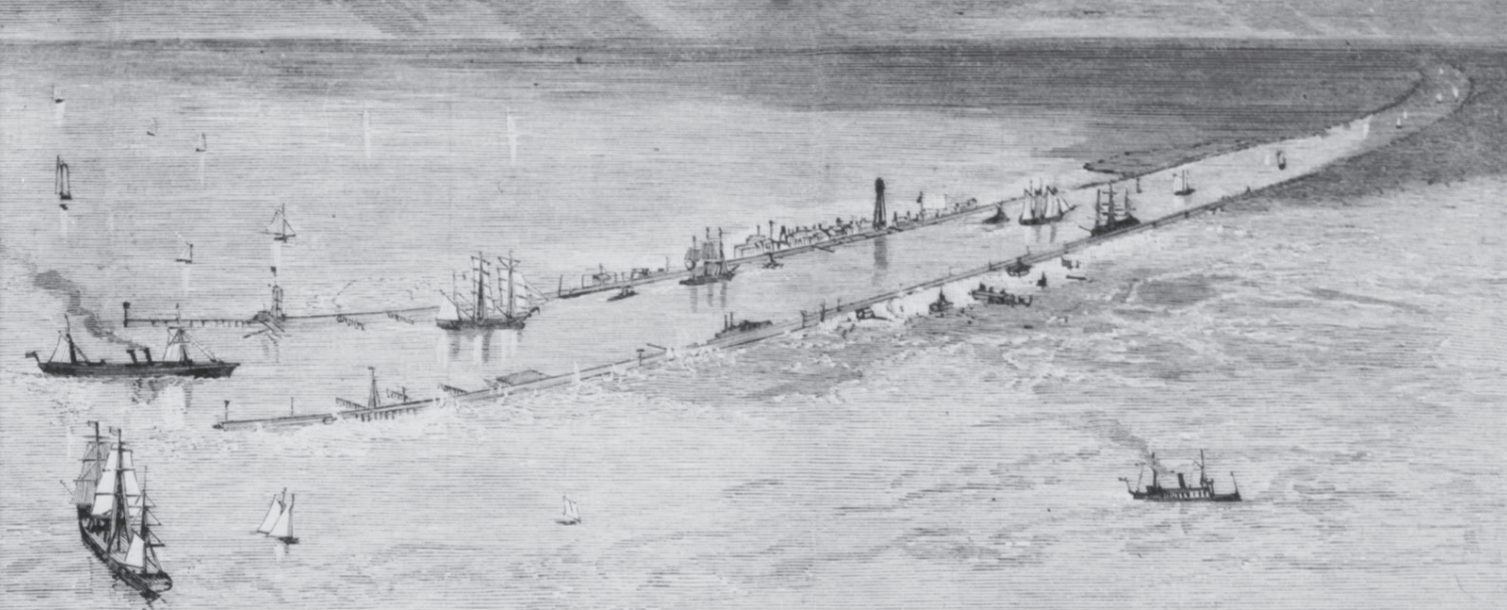
Im Rahmen der Eads South Pass Navigation Works angelegte Dämme entlang der Mississippi-Fahrrinne an der Mündung in den Golf von Mexiko

James Buchanan Eads (* 23. Mai 1820; † 8. März 1887) war ein US-amerikanischer Ingenieur und Erfinder.
Eads wurde in Lawrenceburg, Indiana, geboren und nach dem Cousin seiner Mutter, dem damaligen Abgeordneten und späteren Präsidenten der Vereinigten Staaten James Buchanan benannt. Seine Kindheit verbrachte er in St. Louis, Missouri.
Nach der Entwicklung einer Taucherglocke im Alter von 22 Jahren machte er sein anfängliches Vermögen bei der Bergung von Gegenständen aus Flüssen, insbesondere nach Schiffsunfällen auf dem Mississippi River. Er konstruierte auch spezielle Bergungsschiffe für die Hebung gesunkener Schiffe im Flussbett.
Nach Ausbruch des Amerikanischen Bürgerkrieges 1861 wurde er von der United States Navy vertraglich verpflichtet, Panzerschiffe (Ironclads) zu konstruieren. Es gelang ihm, in nur 100 Tagen acht solcher Schiffe zu produzieren. Bis zum Kriegsende setzte er diese Tätigkeit fort.
Bekannt ist er für herausragende Ingenieurleistungen, wie der nach ihm benannten Eads Bridge über den Mississippi.
Eads starb am 8. März 1887 in Nassau (auf den Bahamas).

## Brücke
Nach dem Krieg konstruierte Eads von 1867 bis 1874 eine kombinierte Straßen- und Eisenbahnbrücke über den Mississippi, die zum Zeitpunkt ihrer Eröffnung am 4. Juli 1874 mit einer Gesamtlänge von 1.964 Metern die längste Brücke der Welt war. Die Eads Bridge zwischen St. Louis und East St. Louis war die erste Brücke, die nach der Kragträger-Methode gebaut wurde. Es handelte sich zudem um das erste Brückenbauprojekt, bei welchem Senkkästen und echter Stahl verwendet wurden.
Nach ihrer Zerstörung durch einen Tornado im Jahre 1871 wurde sie unter der Vorgabe wieder aufgebaut, auch einem Tornado standzuhalten, und tatsächlich überstand sie den St. Louis-East St. Louis Tornado im Jahre 1896. Als Eisenbahnbrücke wurde sie 1869 durch die MacArthur-Bridge ersetzt.

## Weitere Ingenieurleistungen
Durch Versandung der Fahrrinne kam es am Mississippi insbesondere zwischen New Orleans und dem Golf von Mexiko häufig dazu, dass Schiffe auf Grund liefen oder der Fluss für eine Weile nicht befahrbar war. Eads löste das Problem mit den Eads South Pass Navigation Works ‚Schiffbarmachung des South Passes durch Eads‘, indem er mit Wasserbau den Abfluss im South Pass, einem der drei Mündungsarme des Mississippi so beschleunigte, dass die Strömung die Fahrrinne durch Erosion am Boden des Flussbettes selber ausschwemmte.
Eads entwarf außerdem eine gigantische Eisenbahnanlage, mit welcher Seeschiffe über den Isthmus von Tehuantepec aus dem Golf von Mexiko in den Pazifik transportiert werden sollten. Diese Anlage wurde allerdings niemals gebaut.

## Auszeichnungen
- 1872 wurde Eads in die National Academy of Sciences gewählt.
- 1884 wurde ihm als erstem US-Bürger die Albert-Medaille der Royal Society of the Arts verliehen.
- Die Ortschaft Port Eads an der Südspitze von Louisiana wurde nach ihm benannt.
- Die Stadt St. Louis verlieh ihm einen Stern auf dem St. Louis Walk of Fame.